# 明登山
明登山（英語：Minden Hills）是加拿大安大略省南部哈利伯頓縣一鄉，為該縣的縣治。明登山鄉於2001年1月1日成立，由安森、軒頓和明登鄉（Anson, Hindon and Minden）、勒特沃斯鄉（Lutterworth）和斯諾頓鄉（Snowdon）合併而成。據2011年加拿大人口普查所示，明登山有5655名居民。

## 外部連結
- 维基共享资源上的相關多媒體資源：明登山
- （英文）Minden Hills （页面存档备份，存于）－明登山鄉政府官方網站